# Neverita lewisii
Neverita lewisii (denominada, em inglês, Lewis' moon snail ou Western moon snail) é uma espécie predadora de molusco gastrópode marinho do leste do oceano Pacífico, na América do Norte; pertencente à família Naticidae da ordem Littorinimorpha. Foi classificada por Augustus Addison Gould com o nome Natica lewisii, em 1847, no texto "Descriptions of the following Shells, from the collection of the Exploring Expedition"; publicado nos Proceedings of the Boston Society of Natural History, 2; páginas 237-239. Os malacologistas S. Peter Dance e R. Tucker Abbott (1982) citam esta espécie como "o maior Naticidae extante"; no passado, e até o século XXI, também acrescentada aos gêneros Euspira, Lunatia ou Polinices.

## Descrição da concha e hábitos
Concha pesada, rotunda e sólida, de coloração castanha, alaranjada, amarelada a cinzenta, frequentemente manchada e coberta de perifíton; de acabamento fosco e grosseiro, com visíveis linhas de crescimento e ápice castanho escuro; dotada de espiral baixa e com até 16.6 centímetros de comprimento, quando desenvolvida. Por baixo é visível um umbílico profundo, com uma pequena parte coberta, próximo à sua columela e ao seu lábio externo, que é pouco engrossado; com abertura, próxima, dotada de um opérculo, córneo e castanho, que fecha totalmente a abertura semicircular, sem canal sifonal, da sua concha.
A espécie vive em substrato arenoso, onde se enterra, e que vai da zona entremarés até uma profundidade de 50 metros; entre pradarias de ervas marinhas. Esses grandes caramujos formam características fitas de areia, cimentadas com muco e onde se encontram seus ovos.

## Distribuição geográfica
Neverita lewisii ocorre no Pacífico Oriental, entre a Colúmbia Britânica, no Canadá, até a península da Baixa Califórnia, no México; com sua localidade-tipo em Puget Sound, Washington, noroeste dos Estados Unidos.

## Etimologia delewisii
A etimologia de lewisii está contida num trecho da descrição original da espécie (página 239), onde há o relato de que "espécimes foram trazidos da desembocadura do rio Columbia por Lewis e Clark", uma dupla de exploradores que lideraram a primeira grande expedição exploratória do continente norte-americano, rumo ao oeste, sendo o epíteto específico uma homenagem a Meriwether Lewis.